# НЛО
Вижте пояснителната страница за други значения на НЛО.
НЛО (съкращение от неидентифициран летящ обект) е термин, с който най-общо се означава всеки летящ обект или небесна аномалия, които не могат непосредствено да бъдат идентифицирани с познати физични, химични или метеорологични явления, нито с обичайна земна техника.
Голяма част от наблюденията намират разумно обяснение след внимателно изучаване на фактите. Някои автори твърдят, че за абсолютно всички подобни явления могат да бъдат намерени научни и разумни обяснения.
Според някои твърдения поне част от случаите не могат да бъдат обяснени с нищо познато на науката дотогава. Най-популярната неконвенционална хипотеза е, че НЛО са резултат от дейността на извънземни цивилизации, въпреки това произходът на НЛО и неговите изяви са най-вероятно от хората и може НЛО да няма нищо общо с извънземни, а просто концепция измислена от човека.

## Термин
Словосъчетанието „неидентифициран летящ обект“ е буквален превод от английски на термина „unidentified flying object“ (съкратена форма UFO). За произхода на самото английско наименование има известни спорове. Предполага се, че терминът е въведен от първия ръководител на проекта „Синя книга“ Капитан Едуард Дж. Рупелт някъде между 1951 и 1953. Съществуват обаче и твърдения, че името НЛО е използвано в доклад на военновъздушните сили на САЩ поне две години по-рано. През 80-те години на 20 век за обозначавание на явлението заедно с термина НЛО, се употребяват и по-широките понятия „Аномални явления“ (АЯ) и „Аномални явления в атмосферата“ (АЯА). Друго популярно наименование на явлението е „летящи чинии“.
Широко срещано е мнението, че наблюденията на НЛО са тъждествени на наблюдения на извънземни космически кораби, макар никога дотогава да не са излагани категорични доказателства за това. Случаите, в които НЛО не са били идентифицирани с познато явление (метеор, разпадащ се спътник, ято птици, самолет, метеорологични балони или какъвто и да е движещ се предмет, който да излъчва във видима светлина), не са доказателство, че същества от друга планета стоят в основата им. Обикновено това са случаи, в които няма достатъчно данни за идентифицирането на явлението, още по-малко за свързването му с извънземен космически кораб.

## История
Запазени са писмени свидетелства, фолклорни разкази и художествени изображения (картини, гравюри, скални рисунки) за необичайни въздушни феномени още от древността. Много от тези случаи могат да бъдат обяснени с обичайни природни явления, познати или непознати за тогавашния наблюдател, като комети, ярки метеори, една или повече от петте планети видими с невъоръжено око, съединения на две планети, кълбовидни мълнии, миражи и други метерологични явления. Съществува малък брой случаи, които все още не намират рационално обяснение.
Пример за такива необяснени случаи от миналото е следният. На 24 септември 1235 г. генерал Куджо Йорицуне и армията му наблюдават неидентифицирани сфери от светлина, които летели в променливи курсове в нощното небе близо до Киото. Съветниците на генерала му казали да не се притеснява – просто вятърът карал звездите да се люлеят.
Тези наблюдения обикновено са били смятани за свръхестествени поличби, ангели, и други религиозни предзнаменования. Някои съвременни изследователи ги смятат за древния еквивалент на днешните съобщения за НЛО , докато според други в творбите (особено в картините) не се пресъздават реално наблюдавани обекти, а става въпрос за религиозни символи и алегории.

### Първи съвременни сведения
Преди термините „летяща чиния“ и „НЛО“ да бъдат измислени, съществуват съобщения за странни неидентифицирани въздушни феномени. Такива съобщения има от средата на XIX в. до началото на XX в.
- Юли, 1868, изследователи на този феномен определят първото модерно документирано наблюдение, че се е случило в града Копиапо, Чили.
- На 25 януари, 1878, Denison Daily News публикува статия, в която местия фермер Джон Мартин твърди, че е видял голям, тъмен, кръгъл летящ обект, наподобяващ летящ балон с „невероятна скорост.“
- На 28 февруари, 1904, Лейтенант Франк Скофилд съобщава, че трима членове от екипажа на американския кораб „Съплай“ са видели странни обекти 300 мили западно от Сан Франциско. Скофилд описва три ярки червени обекта, наподобяващи яйца да летят във формация, след което се издигнали над облаците.
- Необичаен феномен е наблюдаван на 17 ноември, 1882 от астронома Едуард Уолтър Маундер, както и от още няколко европейски астрономи. В списанието The Observatory Маундер описва „странен небесен посетител“, които имал формата на дирижабъл (както го описва през 1916). Обектът е бил много ярък, имал добре очертани ръбове и бил тъмен в центъра, имал зелено-бял цвят, дължината му била около 30 градуса и 3 ширина, и се движел по небето около 2 минути от изток на запад. Маундер казва, че е бил много по-различен от метеор или сияние, което е виждал. Въпреки това, Маундер (и някои други астрономи) смята, че вероятно е свързан със слънчевите петна появили се по това време.
- Така нареченият инцидент Фатима или „Чудото на слънцето“, наблюдаван във Фатима от десетки хиляди на 13 октомври, 1917, е смятан от някои за НЛО.
- На 5 август 1926, докато пътува за планините Хъмболд, Николай Рьорих съобщава, че членове от неговата експедиция са видели високо в небето „нещо голямо и бляскаво, което отразявало слънцето и се движело с много голяма скорост“.
- По време на Втората световна война са наблюдавани така наречените „Фу-изтребители“ (топки от светлина), които са следвали самолетите както на Съюзниците така и на Оста [10].
- На 25 февруари, 1942, американската армия засича и визуално, и на радар неидентифициран летателен апарат над Лос Анджелис, Калифорния. Апаратът останал в небето въпреки поне 20 минутната стрелба по него. Произходът на апарата остава неизяснен. Инцидентът по-късно става известен като Битката за Лос Анджелис.
- През 1946, са направени повече от 2000 съобщения за неидентифицирани летателни апарати в скандинавските страни, заедно с изолирани съобщения от Франция, Португалия, Италия и Гърция, тогава са наричани „руска градушка“, а по-късно и „ракети-призраци“, защото се е смятало, че мистериозните обекти са руски тестове на трофейни германски ракети Фау-1 или Фау-2. Оказало се е, че случаят не е бил такъв и феноменът останал необяснен. Над 200 са следени с радар и биват определени като „реални физически обекти“ от шведските военни. Голяма част от останалите са смятани за метеори.

В България първото документирано свидетелство е от 1858 г. във варненското село Аврен, когато три приличащи на звезди тела преминават над Гергьовденския общоселски събор. Инцидентът е описан от Илия Блъсков, който посещава селото 8 години след това.
Подполковник Дочо Генковски от авиобаза Граф Игнатиево на два пъти среща НЛО по време на дежурни полети през 1964 г. и 1966 г. Според разказ на съпругата му по време на втората среща той изчезва за 10 минути от полезрението на радарите.

### Модерната ера на НЛО
След войната американският бизнесмен Кенет Арнолд съобщава, че на 24 юни 1947, докато летял с частния си самолет, видял девет ярки обекта да летят с „невероятна скорост“. Съобщението му предизвиква голям интерес от страна на медиите. По-късно той ще ги опише като обекти с формата на чиния. От описанието на Арнолд ще се зароди и терминът „летяща чиния“.
След случката с Арнолд се появяват хиляди съобщения за НЛО, повечето от тях – в САЩ. Най-значимият от тях е когато екипаж на United Airlines наблюдава девет дисковидни обекта над Айдахо в навечерието на 4 юли. Случаят е дори по-дискутиран и от този на Арнолд. Следващите няколко дни американските вестници са изпълнени със съобщения за НЛО, като най-значителното от тях е произшествието в Розуел, за който се твърди, че НЛО се е разбило в пустинята.
На 9 юли Военновъздушните сили на САЩ и ФБР започват разследване на съобщенията. Три седмици по-късно те правят заключение, че не всички съобщения са измислени или представляват някакъв естествен феномен, някои са наистина необясними. Това води до създаване на проект Знак в края на 1947 и проект Синя книга през 1952 година от Военновъздушните сили на САЩ. „Синя книга“ е приключен през 1970, като така се слага край на официалното разследване на НЛО от ВВС.
През есента на 1989 до началото на 1990 година са регистрирани документално най-масовите наблюдения на НЛО в региона, обхващащ Белгия, Франция и Англия известни от пресата като „Белгийската НЛО вълна“. Над 13 500 свидетели обявяват, че са наблюдавали ниско летящи, безшумни черни триъгълници, като над 2600 души описват подробно своите наблюдения. Белгийските военновъздушни сили дори изпращат два военни изтребителя Ф16 в посока на засечените от военните радари обекти.
Към НЛО се причисляват и необяснените още от съвременната наука регистрирани геофизични аномалии. Например голямата гравитационна аномалия в областта „Земя Уилкс“, Антарктида регистрирана от експертен екип на Държавния университет в Охайо през 2006 г. разпростряна върху територия с диаметър от около 500 километра.
През 2015 г. стартира проектът на международна група учени и инженери UFODATA, посветен на систематичното научно изучаване на неидентифицирани летящи обекти.

## В масовата култура
От края на 1940-те и началото на 1950-те години терминът започва да навлиза широко в масовата култура. Появяват се множество НЛО-култове и хора твърдящи, че са в контакт с извънземни същества. Киното и другите изкуства започват да създават все повече произведения на тема НЛО. Някои учени определят влечението на хората към НЛО като модерен фолклор.